# Coppa Agostoni 1982
La Coppa Agostoni 1982, trentaseiesima edizione della corsa, si svolse il 29 agosto 1982 su un percorso di 209 km. La vittoria fu appannaggio dell'italiano Giuseppe Saronni, che completò il percorso in 4h50'00", precedendo i connazionali Francesco Moser e Pierino Gavazzi.

## Ordine d'arrivo (Top 10)
| Pos. | Corridore                | Squadra              | Tempo    |
| ---- | ------------------------ | -------------------- | -------- |
| 1    | Giuseppe Saronni         | Del Tongo-Colnago    | 4h50'00" |
| 2    | Francesco Moser          | Famcucine-Campagnolo | s.t.     |
| 3    | Pierino Gavazzi          | Atala-Campagnolo     | s.t.     |
| 4    | Giovanni Mantovani       | Famcucine-Campagnolo | s.t.     |
| 5    | Gianbattista Baronchelli | Bianchi-Piaggio      | s.t.     |
| 6    | Silvano Contini          | Bianchi-Piaggio      | s.t.     |
| 7    | Dag Erik Pedersen        | Bianchi-Piaggio      | s.t.     |
| 8    | Alfredo Chinetti         | Inoxpran             | s.t.     |
| 9    | Emanuele Bombini         | Hoonved-Bottecchia   | s.t.     |
| 10   | Bruno Leali              | Inoxpran             | s.t.     |